# Elezioni parlamentari in Islanda del 2009
Le elezioni parlamentari in Islanda del 2009 si tennero il 25 aprile per il rinnovo dell'Althing. In seguito all'esito elettorale, Jóhanna Sigurðardóttir, espressione di Alleanza Socialdemocratica, fu confermata Primo ministro.

## Risultati
| Alleanza Socialdemocratica | 55 758  | 29,79 | 20 |  |  |  |
| Partito dell'Indipendenza  | 44 371  | 23,70 | 16 |  |  |  |
| Sinistra - Movimento Verde | 40 581  | 21,68 | 14 |  |  |  |
| Partito Progressista       | 27 699  | 14,80 | 9  |  |  |  |
| Movimento dei Cittadini    | 13 519  | 7,22  | 4  |  |  |  |
| Partito Liberale           | 4 148   | 2,22  | –  |  |  |  |
| Movimento della Democrazia | 1 107   | 0,59  | –  |  |  |  |
| Totale                     | 187 183 | 100   | 63 |  |  |  |
|                            |         |       |    |  |  |  |
| Voti non validi            | 6 792   | 3,50  |    |  |  |  |
| Votanti                    | 193 975 |       |    |  |  |  |